# 砂の壁

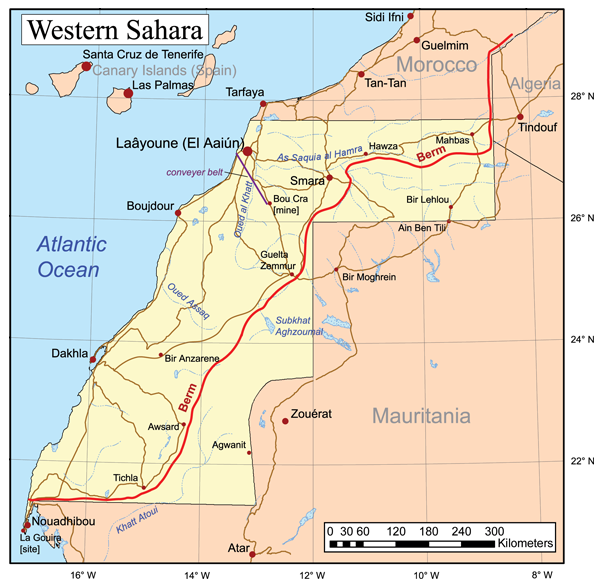
西サハラの砂の壁の位置

砂の壁（すなのかべ）は、西サハラ領域内を南北に貫く軍事的な境界線。総延長は約2,700km。

## 概要
西サハラの領有を主張するモロッコが、同地の独立を主張するポリサリオ戦線によるゲリラ攻撃から沿岸主要都市を防衛する名目で建設した。西サハラの独立を求める人々からは「恥の壁」と呼ばれている。
砂の壁はあくまで俗称だが、その名の通りモロッコ軍がサハラ砂漠の砂を高さ数メートルに積み上げて作ったもので、その周辺は鉄条網と地雷で防御されている。
この壁は、イスラエルの技術者と専門家が中心となって建設された。壁の総延長は約2000kmに及び、西サハラの南部国境を経て西サハラ領域内を南北に縦断、モロッコ・アルジェリア国境に達する。壁の西側はモロッコによる占領地でモロッコ軍が監視、東側はポリサリオ戦線による「解放区」で戦線側が監視しており、国際連合の停戦活動もあり、両者の停戦は厳守されている。

## 壁の建設

砂の壁各工期別整備状況とモロッコ (クリーム色以外)、ポリサリオ戦線 (クリーム色) の実効支配地域

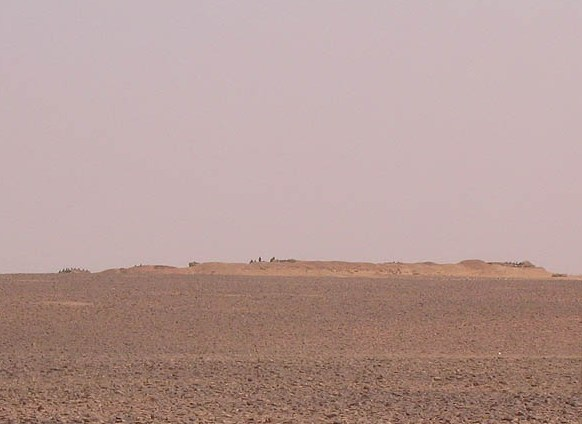
砂の壁の一部分

砂の壁は6段階に分けて建設され、壁で防護された範囲はモロッコの近くの北部から、次第に西サハラの西部・中部の広い範囲に拡大されてきた。
- 第1段階（1980年8月 - 1982年6月）は、アイウン、スマラ、およびブーカラーにあるリンの鉱山からなる「有用な三角地帯」を囲う約500キロメートルである。
- 第2段階（1983年12月 - 1984年1月）は、アムガラ（英語版）を囲う約300キロメートルである。
- 第3段階（1984年4月 - 1984年5月）は、JdriyaとHaouzaを囲う約320キロメートルである。
- 第4段階（1984年12月 - 1985年1月）は、MahbesとFarciyaを囲う約380キロメートルである。
- 第5段階（1985年5月 - 1985年9月）は、Guelta Zemmur、Bir AnzaraneとDakhlaを囲う約670キロメートルである。
- 第6段階（1987年2月 - 1987年4月）は、Auserd、TichlaとBir Ganduzを囲う約550キロメートルである。